# GEO600

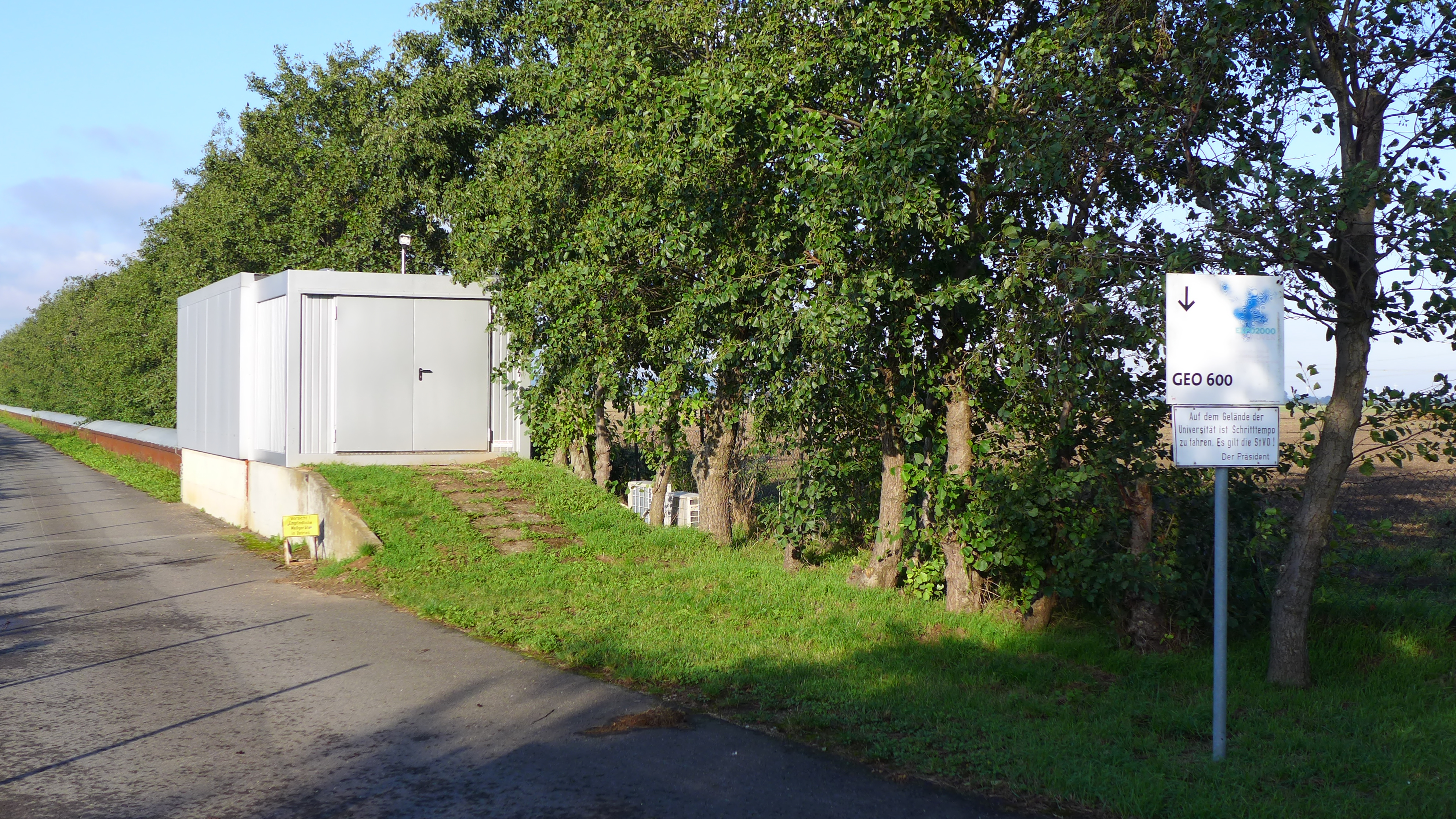
Imagen del GEO600

Geo600 es un detector de ondas gravitacionales, también llamadas señales púlsar, que reside en las cercanías de Hanóver, Alemania (N 52.24°, E 9.81°). Este instrumento junto con los detectores interferométricos, son los detectores de ondas gravitacionales más sensibles jamás construidos. Están diseñados para detectar ondulaciones muy pequeñas en la estructura del espacio-tiempo causadas por fenómenos astrofísicos, del orden de 10-21, del tamaño de un átomo en comparación con la distancia entre el Sol y la Tierra. GEO600 puede detectar ondas gravitatorias en un rango de frecuencia de 50 Hz a 1.5 kHz. La construcción de este proyecto comenzó en 1995.

## Proyectos científicos junto con LIGO
En noviembre del 2005, se anunció que LIGO y GEO emprenderían una marcha científica conjunta en diferentes proyectos. LIGO cuenta con dos instrumentos de búsqueda de ondas gravitacionales en EE. UU., una situada en Livingston, Luisiana, y otra en Hanford, Washington. Con estos tres instrumentos se recopilan datos de todo un año, con descansos para ajustes y actualizaciones. Actualmente se está trabajando en el análisis S5GC1, y con este será el quinto que haya hecho hasta ahora. En los análisis anteriores al S5GC1 no se detectaron señales, pero la calidad de los instrumentos usados y de los análisis mejoró notáblemente haciendo de esta quinta versión la mejor hasta el momento. Se espera en este nuevo análisis la llegada a la Tierra dos señales de ondas gravitatorias, esta sería la primera detección directa de la radiación gravitacional.

## Discusiones sobre el ruido detectado por GEO600 y las propiedades holográficas del espacio-tiempo
El 15 de enero de 2009, se informó en la revista New Scientist que el ruido que aparecía presente en los análisis podía ser debido a que el instrumento usado era sensible a las inapreciables fluctuaciones cuánticas del espacio-tiempo. Esta afirmación fue realizada por Craig Hogan, científico de Fermilab, sobre la base de su teoría de cómo se influencian las fluctuaciones gravitatorias por el principio holográfico.
En junio de 2008 la revista publicó los trabajos de "Ruido Holográfico" del científico Hogan en colaboración con GEO600. Posteriormente afirmaron en la misma revista que el exceso de ruido de los análisis era exactamente igual a la de los cálculos de Hogan. Según Karsten Danzmann, investigador principal de GEO600, "El trabajo diario y la mejora de las herramientas siempre producirá un ruido extra que se deberá eliminar, de cara a poder comprobar la fidelidad del ruido recibido por el supuesto púlsar. Trabajamos para identificar la causa, eliminarla y hacer frente a la próxima fuente de exceso de ruido."

## Enlaces de interés
- Wikimedia Commons alberga una categoría multimedia sobre GEO600.
- Página Web de GEO600 Sitio oficial del proyecto Geo600.
- Cardiff Gravity Group Página de interés que describe la investigación de la Universidad de Cardiff, incluyendo su colaboración en los proyectos de GEO600. Incluye una lista de excelentes tutoriales sobre la radiación de las ondas gravitatorias.

- Datos: Q697906
- Multimedia: GEO600 / Q697906